# Misty (Pokémon)
Misty of Kasumi (カスミ) in Japan, is een personage in de Pokémonfranchise en een van de hoofdfiguren in de eerste vijf seizoenen van de animatieserie. Haar stem wordt ingesproken door Mayumi Iizuka in de oorspronkelijke Japanse serie, en door Marlies Somers in de Nederlandse nasynchronisatie.
Misty verschijnt als de leider van de Cerulean City-gym in Pokémon Red en Blue, Pokémon Yellow, Pokémon FireRed en LeafGreen, Pokémon Gold en Silver, Pokémon Crystal en Pokémon HeartGold en SoulSilver. In de animatieserie is ze gedurende vijf seizoenen een van de metgezellen van Ash Ketchum, ze ontmoet hem nadat ze Ash samen met Pikachu uit het water opvist. Ash steelt hierop haar fiets om zijn zwakke Pikachu naar het Pokémon Center te brengen. Onderweg wordt hij door een groep Spearows aangevallen, waardoor Misty's fiets kapot wordt gemaakt. Misty besluit hierop Ash te volgen totdat ze een nieuwe fiets heeft. Haar karakter wordt gekenmerkt door koppigheid en opvliegendheid. Misty heeft drie zussen, Daisy, Lily en Violet, die leiding geven aan de Cerulean City-gym. Na het vijfde seizoen verdwijnt Misty als hoofdpersonage om hun rol van gymleider over te nemen. Dit gebeurt in de aflevering Gotta Catch You Later, hierin krijgt ze ook eindelijk een nieuwe fiets, zij het van zuster Joy. Ze wordt vervangen door May en haar broertje Max. In enkele afleveringen keerde zij nog een aantal terug. 
Zij is overigens samen met Brock de enige van de medereizigers die vaker terugkeren.
Het laatst is ze gezien in de aflevering A Real Cleffa Hanger. In Sun en Moon is Misty in twee afleveringen te zien als Ash weer naar Kanto reist. Misty is dan in het bezit van een Gyarados en kent de kracht van mega-evolutie.
In 2021 werd bekendgemaakt dat zij ook weer in een à twee afleveringen van Galar zou terugkeren als potentiële love interest.